# Hjärtareds naturreservat
Hjärtareds naturreservat är ett naturreservat i Falkenbergs kommun i Halland.
Området är naturskyddat sedan 2024 och är 58 hektar stort. Reservatet ligger vid östra stranden av Hjärtaredssjön och består av två delområden med ädellövskog av främst bok och ek. 